# Carles Vidiella

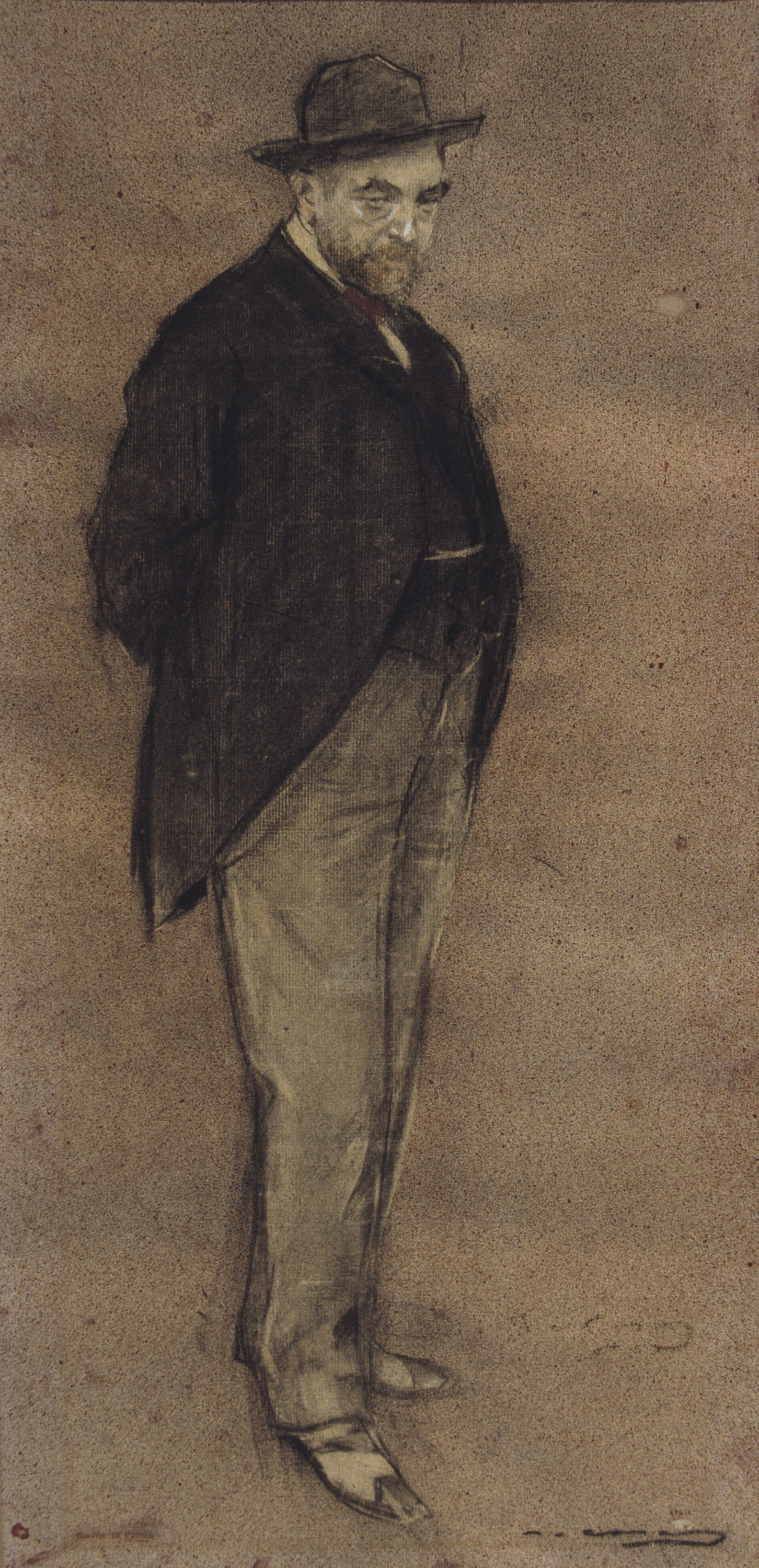
Vidiella visto por Ramon Casas (MNAC).

Carles Gumersind Vidiella y Esteba (Arenys de Mar, 1856 - Barcelona, 1915), fue un músico y compositor español. Representa junto con Enrique Granados, Joaquim Malats y Ricardo Viñes la cima del pianismo catalán a finales del siglo XIX y principios del siglo XX.

## Biografía
Cuando tenía cuatro años, su familia se trasladó a Barcelona, donde pronto comenzó estudios de música, para los que dio muestras de gran aptitud. Su vocación era tan grande que su padre se vio obligado a ceder, después de haber intentado de todas las maneras, torcer esa vocación.
En 1878, el joven Vidiella recibió una pensión que le permitió trasladarse a París, y estudiar con maestros de renombre. A los 22 años tocó el piano en la Exposición Universal de París, donde recibió grandes elogios y muchos premios. Por otra parte, contribuyó en actos de beneficencia en Barcelona, como el inicio los conciertos a favor de las víctimas de inundaciones y terremotos. En varias ocasiones, fue presidente de la Sociedad de Conciertos de Barcelona y de otras sociedades musicales. Además de dominar el arte de piano, compuso varias obras musicales. Por estos años también dio clases de piano a discípulos como el malogrado Valdealde.
Vidiella, como Lluís Millet, encarnó la época platónica del catalanismo, la época del renacimiento literario y artístico. Hombre de una sensibilidad delicada, interpretaba los autores con una fidelidad tan extraordinaria (no exenta de íntima emoción), que incluso entusiasmó a Arthur Rubinstein.
Después de una infinidad de conciertos muy aplaudidos, actuó en el Gran Teatro del Liceo. Sus magistrales interpretaciones inspiraron poetas como Josep Ixart, Francesc Mateu y Joan Maragall.
Invitado por el «Ateneo Arenyenc», en 1885 actuó en el Teatro Principal de Arenys de Mar, a favor de los damnificados del cólera. De vez en cuando, iba en Arenys de Mar, paseaba por las calles, se detenía ante el edificio que había sido su casa y volvía a Barcelona. También pasó un par de años en Valldemosa.
En 1908 dio a conocer su primera composición, en el Palacio de la Música Catalana, y en febrero de 1914 hizo la última actuación, en el Teatro Romea.
Murió de repente en 1915, en Barcelona y, dos años después se inauguraba en el Palacio de la Música un busto de mármol (de Josep Llimona) en memoria del gran pianista. Sobre el busto está el escudo de Arenys. Por otra parte, en Barcelona, en la fachada de la casa donde vivió (calle de Pau Claris, 114) hay una placa conmemorativa. En Arenys de Mar, una calle y la escuela municipal de música tienen su nombre.